# Франко-сейшельцы
Франко-сейшельцы — люди французского происхождения, живущие на Сейшельских Островах. Франко-сейшельцы сыграли важную роль в истории страны как до, так и после обретения независимости.

## Происхождение
Многие франко-сейшельцы поселились на островах в период французского правления на архипелаге. В это время на Сейшельские Острова также были завезены африканские и малагасийские рабы. Франко-сейшельцам было позволено сохранить свою культуру после того, как Сейшельские Острова перешли под контроль Британской империи.

## История
Исторически франкоязычные европейцы Сейшельских Островов делились на два класса: гранд-бланки, которые представляли богатый класс плантаторов, и петит-бланки, которые представляли рабочие классы. Гранд-бланки — менее многочисленная группа, состоящая всего из сорока крупных семей, но в колониальную эпоху они обладали бо́льшей частью земли и политической власти на Сейшелах. Ассоциация плантаторов и налогоплательщиков, представлявшая интересы гранд-бланков, доминировала в Законодательном совете Сейшельских Островов с момента его создания в 1962 году. Эти две группы были исторически разделены, и, как следствие, к 1960-м годам петит-бланки в политическом отношении стали принадлежать к сейшельскому народу. После обретения Сейшельскими Островами независимости многие франко-сейшельцы сыграли важную роль в создании однопартийного социалистического государства под руководством Франса-Альбера Рене (этнический француз) и Объединённой партии народа Сейшельских Островов.

## Современное положение
Франко-сейшельцы играют важную роль в экономике государства. Они заняты во всех секторах, включая правительство, бизнес и образование.

## Язык и религия
Большинство франко-сейшельцев говорят на сейшельском креольском, самом распространённом языке страны. Они также владеют французским и английским языками. По религиозным убеждениям большинство жителей — римские католики, меньшинство принадлежит к другим христианским конфессиям.

## Известные представители
- Франс-Альбер Рене —  второй президент Сейшельских Островов с 1977 по 2004 год.
- Джеймс Аликс Мишель — третий президент Сейшельских Островов с 2004 по 2016 год.
- Ален Сент-Андж — министр туризма и культуры.
- Жан-Франсуа Габриэль Феррари — министр рыбного хозяйства.
- Жерар Хоаро — лидер оппозиции на Сейшельских Островах, глава Сейшельского национального движения (убит в 1985 году в Лондоне).
- Жан-Поль Адам — министр иностранных дел.
- Матильда Твомей — адвокат и бывший Главный судья.
- Бернард Жорж — член Национальной ассамблеи.